# ジェシー・フラー
ジェシー・フラー (Jesse Fuller、1896年3月12日 - 1976年1月29日) は、米国のワンマンバンドミュージシャン。代表曲は"San Francisco Bay Blues（サンフランシスコ・ベイ・ブルース）"。

## 略歴
1896年3月12日にジョージア州ジョーンズボロに生まれる。旅回りのサーカス一座、靴磨きを経てプロのミュージシャンを志すも、自分と一緒に活動するミュージシャンと出会えずにいた。そのようにして、彼のワンマンバンドスタイルが確立されていった。

## ディスコグラフィー
- Frisco Bound (1955)
- Jazz, Folk Songs, Spirituals & Blues (1958)
- The Lone Cat (1961)
- San Francisco Bay Blues (1963)
- The Amazing One Man Band (1963)
- Jesse Fuller's Favorites (1965)
- Move On Down The Line (1965)